# Били Мередит
Уилям Хенри „Били“ Мередит (на немски: William Henry „Billy“ Meredith, роден на 30 юли 1874 г. в Чърк, Уелс, починал на 19 април 1958 г. в Уитингтън, Англия, е бивш уелски футболист, крило. Считан за една от първите суперзвезди във футбола, той печели общо две шампионски титли на Англия, два пъти ФА Къп, два пъти Чарити Шийлд и веднъж титлата във Втора английска дивизия с отборите на Манчестър Юнайтед и Манчестър Сити. Играе професионален футбол на най-високо ниво до почти 50-годишна възраст, с което се превръща в най-възрастния футболист в историята на тези два отбора, както и на националния отбор на Уелс, с който печели две титли от Домашното първенство на Великобритания. В негова запазена марка се превръща клечката за зъби, която непрестанно държи в устата си по време на мач. Мередит е сред футболистите, които в последните години на 19 век правят опит да основат профсъюз на футболистите – Съюз на футболистите, който обаче просъществува само три години, а през 1907 г., заедно с Чарли Робъртс, основава далеч по-успешния Съюз на играчите, който съществува и до днес под името Асоциация на професионалните футболисти. Член на Английската футболна зала на славата.

## Ранни години
На дванадесетгодишна възраст Мередит започва работа в местна въгледобивна мина като водач на кон, използван за извозване на рудата. Там той работи в продължение на осем години, включително и по време на кризата в индустрията и намалянето на заплатите с 25%, довело до стачка през 1893 г., като това преживяване впоследствие оформя политическите му възгледи. Интересът му към футбола е разпален от неговите братя – най-големият, Илаяс, е машинист в  Lancashire and Yorkshire Railway и често взима Били със себе си, за да гледа мачове на професионални отбори като например Евъртън, а две години по-големият Сам играе футбол и стига до Стоук Сити и националния отбор на Уелс. Този спорт е любим на миньорите и в резултат на това аматьорските отбори от миньорските градове в северен Уелс са на доста добро ниво – Чърк ААА например печели пет пъти Купата на Уелс в периода 1887 – 1894 г., като основната част от играчите са именно миньори.

## Клубна кариера
За първия отбор на Чърк ААА Мередит дебютира през септември 1892 г. в Комбинейшън – лига, в която участват отбори от по-малки градове и дублиращите отбори на тимове от големите градове в Северозападна Англия и Уелс. През 1893 г. играе във финала за Купата на Уелс, загубен от Рексъм с 2:1, а година по-късно вдига купата след победа с 2:0 над Уестминстър Роувърс. Заради кризата във въгледобива едновременно с Чърч Мередит започва да играе и в професионалния Нортуич Юнайтед във Втора английска дивизия, който му дава известна сума пари като заплата.
Изявите му в Нортуич водят до интерес от страна на няколко професионални отбори. Най-настоятелен се оказва Манчестър Сити, който изпраща пратеници в Чърк, за да говорят с Мередит. Майката на Мередит не е съгласна той да напусне работа и града, първоначално той е на същото мнение. В крайна сметка обаче подписва договор като аматьор и остава да живее и работи в Чърк още една година, пътувайки за оттам за мачовете. Дебютира за тима през ноември 1894 г., а първите си два гола отбелязва във втория си мач. В първия си сезон отбелязва 12 гола в 18 мача, само с три по-малко от най-резултатния в отбора Пат Финеран, който има и 12 мача повече. Следващия сезон отново отбелязва 12 гола, като този път те са достатъчни, за да бъде голмайстор на отбора. По време на третия си сезон вече е капитан на отбора. След 29 гола в 33 мача през сезон 1898/1899 той е с основна заслуга тимът да завърши първи в класирането и да спечели промоция за Първа английска дивизия. На 2 септември 1899 г. влиза в историята, вкарвайки първия гол за Манчестър Сити в елита на Англия. Доброто представяне на Мередит продължава и той отново е голмайстор на отбора с 14 попадения. След това обаче защитниците започват да внимават повече за неговите действия и да го пазят по-добре и през следващите два сезона отбелязна общо 15 гола; говори се, че един от шефовете на Ливърпул е казал, че „противниците на Манчестър Сити трябва да пазят само Мередит, останалите играчи не струват.“ През 1902 г. Сити изпада във втора дивизия, но веднага я спечелва и се връща в елита, основно заради новия треньор Тим Мейли, който привлича играчи, които успяват да концентрират вниманието на противника върху себе си и по този начин да освободят пространство за Мередит, който отново е в познатата си форма и отбелязва 22 гола в 37 мача. 1904 г. е най-успешната за уелсеца в Манчестър Сити. Отборът става вицешампион на Англия и печели ФА Къп, като Мередит подава за два и вкарва един гол на полуфинала срещу Уензди и отбелязва единствения гол на финала срещу Болтън. Следващият сезон завършва със скандал, в който е замесен и Мередит. „Гражданите“ завършват на трето място само на две точки от шампиона Нюкасъл, след като в последния кръг губяг като гости на Астън Вила. След мача Сенди Търнбул от Сити и Алекс Лийк от Вила се сбиват, а при последвалото разследване на случая Футболната Асоциация разкрива, че Мередит се е опитал да подкупи Лийк. Мередит отрича да е участвал в подобна схема и въпреки че Футболната Асоциация нито взима показания от него, нито представя доказателствата пред обществеността, той е наказан за 18 месеца.  През следващия сезон Манчестър Сити спира заплатата на Мередит, за да не ядоса Футболната Асоциация. Така обаче ядосва доскорошния си капитан, който през май 1906 г. обявява, че отборът има практиката да дава по-големи заплати на играчите си от максимално разрешените 4 лири на седмица. В резултат на тези разкрития няколко от шефовете са наказани за известен период от време, 17 играчи са глобени и наказани да не играят до началото на 1907 г., а Манчестър Сити е глобен с 900 лири и наказан да продаде на търг тези 17 футболисти.
Още преди това Манчестър Юнайтед изявява желание да привлече Мередит и го взима със свободен трансфер (плащайки на уелсеца 500 лири) – от Сити се съгласяват на тази сделка, защото уелсецът е съгласен да се откаже от благотворителния мач, приходите от който той трябва да получи преди края на кариерата си и който „гражданите“ трябва да организират. Освен него при „Червените дяволи“ пристигат и Сенди Търнбул, Джими Банистър и Хърбърт Бърджис, а привържениците на Манчестър Сити приветстват тези трансфери, защото по това време враждата между тимовете не е силна и те се радват, че играчите ще помогнат на другия клуб в града. По време на престоя си в Юнайтед резултатността на Мередит спада значително, но въпреки това той е един от основните играчи на отбора. Заради наказанието си четиримата нови играчи се включват в игра чак през втория полусезон. „Червените дяволи“ завършват на осмо място в класирането, а следващия сезон печелят първата титла в историята си, за която Мередит допринася с 10 гола (с които обаче остава далеч зад Търнбул, който има 25). Тимът печели и първото издание на Чарити Шийлд след победа с 4:0 над Куинс Парк Рейнджърс, като в първия мач Мередит отбелязва гол при равенството 1:1. През следващия сезон уелсецът не успява да отбележи нито един гол във всички турнири и е наказан през целия месец януари заради ритник без топка срещу противник по време на мач за ФА Къп. Победата над Бристъл Сити във финала на този турнир спасява сезона на Юнайтед, който в първенството завършва 13-и. Това е втората спечелена ФА Къп в кариерата на Мередит. През 1911 г. Манчестър Юнайтед печели втора шампионска титла, както и втора Чарити Шийлд. Това се оказват и последните титли в кариерата на Мередит, защото с изключение на четвъртото място през 1913 г. до края на престоя му в тима (1921 г.) „Червените дяволи“ завършват във втората половина на класирането и отпадат в ранна фаза на турнира за ФА Къп, а уелсецът отбелязва едва 10 гола в 166 мача през този период. Благотворителният мач в полза на Мередит, организиран от Манчестър Юнайтед, се състои на 7 септември 1912 г. и е срещу големия градския съперник, събраната сума от него и от още два мача, организирани от Уелската Футболната Асоциация възлизат на около 1400 лири. От сезон 1912/1913 нататък треньорът все по-често започва да оставя Мередит резерва и Мередит често гласно изразява недоволството си както от това, така и заради забавянето на изплащането на приходите от благотворителния мач. През 1915 г. Юнайтед се спасява от изпадане с победа над Ливърпул с 2:0 в последния кръг, като впоследствие е направено разкритие, че играчи на двата отбора са заложили пари мачът да завърши точно при този резултат – този път обаче Мередит не е сред замесените в скандала и заявява, че е заподозрял нещо едва когато по време на срещата съотборниците му избягвали да му подават топката. По време на Първата световна война изиграва един мач като гостуващ играч в състава на Порт Вейл срещу Манчестър Юнайтед, както и няколко за Манчестър Сити. След края на войната пожелава да отиде в друг отбор без трансферна сума, но Юнайтед отказва да го пусне без пари, като по тази причина нарича трансферния пазар „унижение за играчите“. В крайна сметка той остава в отбора до лятото на 1921 г., а на 7 май същата година на мача срещу Дарби Каунти подобрява клубния рекорд за най-възрастен играч – тогава той е на 46 години и 281 дни.
През 1921 г. Мередит най-накрая получава желания свободен трансфер и се завръща в Манчестър Сити, където прекарва останалите три сезона до края на кариерата си, макар в последните два да изиграва само три мача за първенство и четири за ФА Къп. Последният мач в кариерата му е полуфиналът за ФА Къп срещу Нюкасъл на 29 март 1924 г. и с него поставя рекорд и за най-възрастен играч в историята на Сити – тогава е на 49 години и 245 дни.

## Кариера в националния отбор
За националния отбор Мередит дебютира на 16 март 1895 г. срещу националния отбор на Ирландия. През 1907 г., след като наказанието му изтича, той участва в Домашното първенство на Великобритания и е капитан на отбора в два от мачовете, а Уелс печели първата си титла. През 1920 г. Уелс отново печели първенството, а на него Мередит изиграва последния си мач за националния отбор. Това става на 15 март срещу националния отбор на Англия и поставя рекорд за най-възрастния играч в историята на отбора – 45 години и 229 дни. Той има само 48 мача за Уелс, въпреки че получава повиквателни за 71 двубоя – клубните му отбори обаче отказват да го пуснат за някои от тях. Ако беше взел участие във всички тях, той би бил рекордьор по този показател чак до 1986 г.

## Успехи
Чърк ААА
- Купа на Уелс:
  - Носител (1): 1894
  - Носител (1): 1893

 Манчестър Сити
- Първа английска дивизия:
  - Вицешампион (1): 1904
- Втора английска дивизия:
  - Шампион (2): 1899, 1903
  - Вицешампион (1): 1896
- ФА Къп:
  - Носител (1): 1904

 Манчестър Юнайтед
- Първа английска дивизия:
  - Шампион (2): 1908, 1911
- ФА Къп:
  - Носител (1): 1909
- Чарити Шийлд:
  - Носител (2): 1908, 1911

 Уелс
- Домашно първенство на Великобритания
  - Шампион (2): 1907, 1920
  - Вицеампион (1): 1909, 1913

Индивидуални отличия
- Член на Английската футболна зала на славата: 2007